# François de Langes de Lubières
François de Langes, baron de Lubières, né en 1664 à Orange et décédé le 29 février 1720 à Neuchâtel, est un gouverneur d'Orange (1697-1701), colonel prussien et gouverneur de Neuchâtel.

## Biographie
François de Langes, baron de Lubières, est issu d'une famille noble protestante de la principauté d'Orange. Il est né en 1664 à Orange. Son père, Frédéric de Langes, est président du Parlement d'Orange et meurt dans une prison française en 1697, après avoir refusé de se convertir au catholicisme. Sa mère était l'épouse de ce dernier, Olympe de Langes de Montmirail (décédée en 1698).
En 1685, il doit se réfugier aux Provinces-Unies. Il est nommé gouverneur en 1697, fait son entrée effective à Orange en 1699 et conserve cette fonction jusqu'à 1702,.
À la mort de Guillaume III d'Orange-Nassau en 1702, le roi de France revendique à nouveau la principauté d'Orange, qu'il occupe depuis 1701 dans le cadre de la guerre de Succession d'Espagne. La France catholique se sentant menacée par la principauté protestante, les représailles s'intensifient. François de Langes obtient l'autorisation de se retirer à Genève. Il joue un rôle majeur dans l'émigration de 1600 à 3000 protestants d'Orange vers la Suisse en 1703, puis, pour une bonne partie d'entre eux, vers la Prusse,,. En 1704, il est fait bourgeois de Genève.
Parallèlement, en 1702, de Langes passe au service de la Prusse en tant que major général. Le roi Frédéric Ier de Prusse fait partie des héritiers de Guillaume III. À Berlin, François de Langes de Lubières prend fait et cause pour ses compatriotes protestants et préside la commission d'intégration à Berlin. Il prend également la tête d'un hospice pour ses compatriotes nécessiteux, et ce pendant plusieurs années. En 1714, il est décoré de l'ordre De la Générosité. La même année, le 28 juin, il est nommé commandant des troupes prussiennes à Neuchâtel,. En 1717, il reçoit formellement le titre de gouverneur lors d'un voyage à Berlin,. Il conserve ce dernier poste jusqu'à son décès, sans jouer un rôle très actif,. En 1716, il acquiert le domaine de Montmirail, dans l'actuelle commune de La Tène.
François de Langes de Lubières décède le 29 février 1720 à Neuchâtel à la suite d'une apoplexie,.

## Famille
En 1703, François de Langes de Lubières épouse Marie Calandrini (née en 1677 et décédée le 26 décembre 1762), fille de Jean-Louis Calandrini, un marchand et officier au service de l'Angleterre. Ils ont eu huit enfants, mais peu d'entre eux survécurent:
- Susanne Albertine (née en 1706 et décédée le 1er juillet 1778), qui a épousé Ami Lullin (1695-1756).
- Marie Louise (né en 1710 et décédée le 13 septembre 1781), qui a épousé Antoine Saladin (1697-1744).
- Charles-Benjamin de Langes (né en 1714 et décédé le 1er juin 1790), écrivain, membre de la Société des Gens de Lettre, qui a épousé Olimpe Camp (décédée en 1785).